# Raymonde Allain
Pour les articles homonymes, voir Allain (homonymie).
Raymonde Allain, née le 22 juin 1912 dans le 10e arrondissement de Paris et morte le 27 juillet 2008 dans le 16e arrondissement de Paris, est une actrice et animatrice française.

## Biographie
Élue Miss Bretagne en 1927, elle devient la quatrième Miss France en 1928. Elle avait le teint clair, une chevelure dorée, des yeux verts et parlait couramment l'anglais.
Fille de l'acteur Henri Allain dit Allain Dhurtal, elle épouse en 1938 le pianiste et compositeur français d'origine russe Alec Siniavine (1906-1996).
Elle part aux Etats-Unis en 1940 et revient en France en 1981, année où elle est présidente du jury Miss France.

### Miss France 1928
Élue Miss France à Paris en mai 1928, elle devient la première Dauphine de Miss Univers (Ella Van Hueson, Miss Chicago) au troisième Concours international de beauté qui se tenait à Galveston (Texas) les 5 et 6 juin 1928.

### Animatrice
Elle rencontre Édith Piaf en 1955 à New York qui l'invite à plusieurs de ses soirées, elle devient animatrice aux États-Unis en 1956 d'une célèbre émission intitulée Bon Appétit, qui dura sept ans, jusqu'en 1963. Elle anime ensuite d'autres émissions, toujours aux États-Unis, jusqu'en 1980.

## Filmographie

### Cinéma
- 1928 : Les Rigolos de Jacques Séverac : ?
- 1932 : La Poule de René Guissart : Claire
- 1933 : Rien que des mensonges de Karl Anton : Angèle
- 1933 : Le Tunnel de Curtis Bernhardt : Ethel Lloyd
- 1933 : Iris perdue et retrouvée de Louis Gasnier : Iris de Persani
- 1934 : Le Voyage de monsieur Perrichon de Jean Tarride : Henriette Perrichon
- 1937 : Les Perles de la couronne de Sacha Guitry : l'Impératrice Eugénie
- 1938 : Remontons les Champs-Élysées de Sacha Guitry : l'Impératrice Eugénie
- 1939 : Entente cordiale de Marcel L'Herbier : la Belle Otéro
- 1950 : La Valse de Paris de Marcel Achard : l'Impératrice Eugénie
- 1974 : Le Tribunal de l'impossible, téléfilm de Michel Subiela : Madame de Coislin

### Télévision
- 1952 : Good Morning USA
- 1952-1954 : Trailer
- 1956-1963 : Bonne Appétit
- 1960 : Guide Michelin
- 1965-1970 : Discover
- 1970-1973 : Good Morning America
- 1980 : Last Night

## Théâtre
- 1934 : Miss Ba, de Rudolf Besier, mise en scène de Lugné-Poe au Théâtre des Ambassadeurs : Bella
- 1948 : Violettes impériales, opérette de Vincent Scotto au théâtre Mogador, reprise en 1952 et 1961 : Eugénie de Montijo
- 1964 : Photo Finish, de Peter Ustinov, mise en scène de Peter Ustinov au Théâtre des Ambassadeurs

## Publication
- Raymonde Allain, Histoire vraie d'un Prix de beauté, préface de Tristan Bernard, éditions Gallimard NRF, 1933